# Liste australischer Komponisten klassischer Musik
Dies ist eine alphabetische Liste australischer Komponisten klassischer Musik.

## A
- Roy Agnew (1891–1944)
- David Ahern (1947–1988)
- Hugo Alpen (1842–1917)
- Ernie Althoff (* 1950)
- John Antill (1904–1986)
- Albert Arlen (1905–1993)

## B
- Don Banks (1923–1980)
- Alison Bauld (* 1944)
- Betty Beath (* 1932)
- Anne Boyd (* 1946)
- George Frederick Boyle (1886–1948)
- Philip Bračanin (* 1942)
- May Brahe (1884–1956)
- Michael Brimer (* 1933)
- Brenton Broadstock (* 1952)
- Colin Brumby (1933–2018)
- Thomas Bulch (1862–1930)
- Warren Burt (* 1949)
- Nigel Butterley (* 1935)

## C
- John Carmichael (* 1930)
- Ann Carr-Boyd (* 1938)
- Glen Carter-Varney (* 1938)
- Tristram Cary (1925–2008)
- Charles Cawthorne (1854–1925)
- Deborah Cheetham (* 1964)
- David Chesworth (* 1958)
- Andrew Chubb (* 1975)
- Zana Clarke (* 1965)
- Judith Clingan (* 1945)
- George H. Clutsam (1866–1951)
- Julian Cochran (* 1974)
- Barry Conyngham (* 1944)
- Ian Cresswell (* 1968)
- Ian Cugley (1945–2010)
- Leah Curtis
- Philip Czaplowski (* 1958)

## D
- Robert Davidson (* 1965)
- Brett Dean (* 1961)
- Matthew Dewey (* 1984)
- Paul Doornbusch (* 1959)
- Clive Douglas (1903–1977)
- George Dreyfus (* 1928)
- Jon Drummond (* 1969)

## E
- Ross Edwards (* 1943)
- Carl Gottlieb Elsässer (1817–1885)
- Bradley Eustace (* 1978)
- Lindley Evans (1895–1982)
- Winsome Evans (* 1941)

## F
- Mary Finsterer (* 1962)
- Thomas Fitzgerald
- Andrew Ford (* 1957)
- Grant Foster (* 1945)
- Jennifer Fowler (* 1939)

## G
- Helen Gifford (* 1935)
- Peggy Glanville-Hicks (1912–1990)
- Isador Goodman (1909–1982)
- Percy Grainger (1882–1961)
- Maria Grenfell (* 1969)
- Eric Gross (1926–2011)

## H
- Gordon Hamilton (* 1982)
- Raymond Hanson (1913–1976)
- Ian Keith Harris (* 1935)
- Christian Heim (* 1960)
- Moya Henderson (* 1941)
- Alfred Hill (1869–1960)
- Matthew Hindson (* 1968)
- Dulcie Holland (1913–2000)
- May Howlett (* 1931)
- Robert Hughes (1912–2007)
- Ernest Hutcheson (1871–1951)
- Miriam Hyde (1913–2005)

## J
- William G. James (1892–1977)
- Alan John (* 1958)
- Anthony Linden Jones (* 1959)

## K
- Elena Kats-Chernin (* 1957)
- Don Kay (* 1933)
- Horace Keats (1895–1945)
- Douglas Knehans (* 1957)
- Graeme Koehne (* 1956)
- Constantine Koukias (* 1965)
- Henry Krips (1912–1987)

## L
- Lynette Lancini (* 1970)
- Lê Tuấn Hùng (* 1960)
- Dorian Le Gallienne (1915–1963)
- Stephen Leek (* 1959)
- John Lemmoné (1861–1949)
- Georges Lentz (* 1965)
- Liza Lim (* 1966)
- Carl Linger (1810–1862)
- Jonathan Little (* 1965)
- William Lovelock (1899–1986)
- David Lumsdaine (1931–2024)

## M
- Mary Mageau (* 1934)
- Raffæle Marcellino (* 1964)
- George Marshall-Hall (1862–1915)
- John Boswell Maver (* 1932)
- Peter Dodds McCormick (1834?–1916)
- Mark John McEncroe (* 1947)
- William McKie (1901–1984)
- Richard Meale (1932–2009)
- Jonathan Mills (* 1963)
- Richard Mills (* 1949)
- Cyril Monk (1882–1970)
- Kate Moore (* 1979)
- Graeme Morton
- Ian Munro (* 1963)
- William Murdoch (1888–1942)

## N
- Isaac Nathan (1792–1864)

## O
- Sean O’Boyle (* 1963)
- William Arundel Orchard (1867–1961)

## P
- Frederick Augustus Packer (1839–1902)
- George Palmer (* 1947)
- Katharine „Kitty“ Parker (1886–1971)
- Anthony Pateras (* 1979)
- James Penberthy (1917–1999)

## R
- Damien Ricketson (* 1973)
- John Rodgers

## S
- Andrew Schultz (* 1960)
- Peter Sculthorpe (1929–2014)
- Matthew Shlomowitz (* 1975)
- Larry Sitsky (* 1934)
- Roger Smalley (1943–2015)
- R. J. Stove (* 1961)
- Margaret Sutherland (1897–1984)

## T
- Peter Tahourdin (1928–2009)
- George Tibbits (1933–2008)
- Katia Tiutiunnik (* 1967)
- Richard Tognetti (* 1965)
- Joseph Twist (* 1982)

## V
- Lindsay Vickery (* 1965)
- Carl Vine (* 1954)
- Nicholas Vines (* 1976)

## W
- Don Walker (* 1951)
- Felix Werder (1922–2012)
- Martin Wesley-Smith (1945–2019)
- Stephen Whittington (* 1953)
- Christopher Willcock (* 1947)
- Malcolm Williamson (1931–2003)
- Roger Woodward (* 1942)
- David Worrall (* 1954)